# ریچارد هانت
ریچارد هانت (انگلیسی: Richard Hunt (puppeteer)؛ ۱۷ اوت ۱۹۵۱ – ۷ ژانویهٔ ۱۹۹۲) یک هنرپیشه، کارگردان و عروسک‌گردان اهل ایالات متحده آمریکا بود. وی بین سال‌های ۱۹۶۹ تا ۱۹۹۲ میلادی فعالیت می‌کرد.
وی در فیلم شکارچیان روح به عنوان بازیگر و در فیلم سسمی استریت، بلوز آکسفورد، فیلم ماپت‌ها و ماپت ها به عنوان عروسک‌گردان و صداپیشه حضور داشته است.